# Tunisien i olympiska sommarspelen 2000
Tunisien deltog i de olympiska sommarspelen 2000 med en trupp bestående av 47 deltagare, 40 män och 7 kvinnor, men ingen av landets deltagare erövrade någon medalj.

## Boxning
Bantamvikt
- Moez Zemzeni
  - Omgång 1 — Förlorade mot Guillermo Rigondeaux från Kuba (→ gick inte vidare)

Lättvikt
- Naoufel Ben Rabah
  - Omgång 1 — Förlorade mot David Jackson från USA (→ gick inte vidare)

Lätt weltervikt
- Sami Khelifi
  - Omgång 1 — Förlorade mot Aleksandr Leonov från Ryssland (→ gick inte vidare)

Weltervikt
- Kamel Chater
  - Omgång 1 — Bye
  - Omgång 2 — Förlorade mot Ruslan Khairov från Azerbajdzjan (→ gick inte vidare)

Lätt mellanvikt
- Mohamed Marmouri
  - Omgång 1 — Besegrade Adama Osumanu från Ghana
  - Omgång 2 — Förlorade mot Juan Hernández Sierra från Kuba (→ gick inte vidare)

## Friidrott
Herrarnas 400 meter
- Soufiene Labidi
  - Omgång 1 — 45.84
  - Omgång 2 — 46.01 (→ gick inte vidare)

Herrarnas 800 meter
- Mohamed Habib Belhadj
  - Omgång 1 — 01:49.14 (→ gick inte vidare)

Herrarnas 3 000 meter hinder
- Lotfi Turki
  - Omgång 1 — 08:34.84 (→ gick inte vidare)

Herrarnas spjutkastning
- Maher Ridane
  - Kval — 70.35 (→ gick inte vidare)

Herrarnas 20 kilometer gång
- Hatem Ghoula
  - Final — 1:28:16 (→ 36:e plats)

Herrarnas maraton
- Tahar Mansouri
  - Final — 2:20:33 (→ 38:e plats)

Damernas 400 meter
- Awatef Ben Hassine
  - Omgång 1 — 54.50 (→ gick inte vidare)

Damernas 1 500 meter
- Fatma Lanouar
  - Omgång 1 — 04:11.87 (→ gick inte vidare)

Damernas diskuskastning
- Monia Kari
  - Kval — 56.32 (→ gick inte vidare)

## Fäktning
Herrarnas florett
- Maher Ben Aziza

## Handboll
Herrar
Gruppspel
| Lag        | Pld | W | D | L | GF  | GA  | GD  | Poäng |
| ---------- | --- | - | - | - | --- | --- | --- | ----- |
| Sverige    | 5   | 5 | 0 | 0 | 155 | 121 | +34 | 10    |
| Frankrike  | 5   | 3 | 1 | 1 | 120 | 104 | +16 | 7     |
| Spanien    | 5   | 3 | 0 | 2 | 144 | 126 | +18 | 6     |
| Slovenien  | 5   | 2 | 1 | 2 | 137 | 127 | +10 | 5     |
| Tunisien   | 5   | 1 | 0 | 4 | 111 | 117 | –6  | 2     |
| Australien | 5   | 0 | 0 | 5 | 106 | 178 | –72 | 0     |